# Orphninotrichia maculata
Orphninotrichia maculata är en nattsländeart som beskrevs av Martin E. Mosely 1934. Orphninotrichia maculata ingår i släktet Orphninotrichia och familjen smånattsländor. Inga underarter finns listade i Catalogue of Life.